# Jamal Alioui
Jamal Alioui (2 de junho de 1982) é um futebolista profissional marroquino que atua como defensor.

## Carreira
Jamal Alioui representou a Seleção Marroquina de Futebol nas Olimpíadas de 2004.